# Ейгон III Таргарієн
Ейєгон III Таргарієн — персонаж вигаданого світу, зображеного в серії книг "Пісня льоду й полум'я" Джорджа Мартіна, король Вестероса з валірійської династії Таргарієнів, що зайняв Залізний трон за підсумками Танців Драконів. Один із героїв книги "Вогонь і кров" та телесеріалу «Дім дракона».

## Біографія
Ейєгон III належав до королівської династії Таргарієнів, яка правила у Вестеросі. Він був старшим сином Рейєніри Таргарієн та її другого чоловіка Деймона Таргарієна ; після Ейєгона в цій сім'ї народився ще один син, Візерис. Рейєніра була старшою дочкою короля Візериса I, який саме їй заповідав престол. Однак багато лордів виступали за те, щоб владу успадкував син Візериса, ще один Ейєгон. Коли Ейєгону Молодшому було дев'ять років, король помер і почалася громадянська війна, відома як Танець Драконів.
Рейєніра була проголошена королевою. Ейєгона і Візериса відправили до Есоса, щоб уберегти від пов'язаних з війною небезпек, але корабель, на якому вони пливли, був захоплений ворогами. Ейєгон врятувався верхи на своєму драконі і дістався Драконячого Каміння. Пізніше він потрапив до рук Ейегона Старшого разом з матір'ю і бачив, як Рейєніру пожер королівський дракон. Лунали пропозиції стратити і принца, але Ейєгон Старший вважав за краще тримати племінника в ув'язненні як заручника. Через рік короля отруїли, і 11-річний Ейєгон Молодший був проголошений королем. Регентська рада при ньому була сформована з представників обох протиборчих партій, тому Танець Драконів закінчився компромісом.
Ейєгон III правив 26 років. Його царювання було відзначено шестирічною зимою та епідемією Зимової гарячки, а також загибеллю останніх драконів. Ходили чутки, що король їх отруїв. У шлюбі Ейегона з Дейнейрою Веларіон народилися Дейерон I Юний Дракон, Бейелор I Благословенний і Три Діви у Вежі: Дейна, Рейна та Елейна.

## У книгах та образотворчому мистецтві
Ейєгон згадується у ряді романів Джорджа Мартіна. Написані в жанрі псевдохроніки "Світ льоду та полум'я " та "Полум'я і кров " містять більш докладну розповідь про цього правителя. Ейєгона-дитину зобразив на своєму малюнку художник-ілюстратор Магалі Вільнев. Ейєгон з'явився і в телесеріалі «Дім Дракона» (2022).

## Сприйняття
Фахівці вважають історичним прототипом Таргарієнів датських вікінгів, що завоювали в ІХ столітті істотну частину Англії. Прообразом Танців Драконів Джордж Мартін назвав боротьбу за англійський престол у XII столітті, яку вели Стефан і Матильда ; у цьому випадку прототипом Ейєгона III повинен вважатися син Матильди Генріх II Плантагенет.